# Скуби-Ду шоу
Скуби Ду шоу (енгл. The Scooby-Doo Show) је америчка анимирана серија. Наслов цртане серије се користи као трећа серија из Скуби Ду франшизе, оригинално продуциране од стране студија Хана Барбера.
Укупних 40 епизода су се емитовале у склопу 3 сезоне од 1976. до 1978. године на АБЦ каналу, чинећи је првом Скуби Ду серијом да је појави на овом каналу. 1976. године, шеснаест епизода је продуцирано као део блока који се емитовао на каналу, док је осам епизода продуцирано као део новог блока на истом каналу 1977. године, касније је још шеснаест епизода продуцирано за исти канал али са засебним емитовањем. 1978. године. Девет последњих епизода су се емитовале под називом Где си ти Скуби Ду и биле су сегмент новог блока на истом каналу.
Без обзира на раслике које су биле током година емитовања, са три сезоне је чинило серију најдужом оригиналном серијом пре настанка новије серије у Скуби Ду франшизи. Све епизоде из три сезоне су се рептизирале под називом Скуби Ду шоу од 1980. године, ове епизоде се оригинално нису емитовалне под тим називом. Серија се тренутно репризира на каналу ЦББЦ каналу. Као и многе остале анимиране серије од продукцијске куће Хана Барбера, и овај цртани садржи траку смеха направљену од стране студија.